# Wuyishan lufthavn
Wuyishan lufthavn (kinesisk: 武夷山机场, pinyin: Wǔyíshānjīchǎng) (IATA: WUS, ICAO: ZSWY) er lufthavnen af staden Wuyishan i bypræfekturet Nanping i Fujian, Kina.

## Flyselskaber og destinationer
- China Eastern Airlines – Shanghai Hongqiao
- China Southern Airlines – Changsha, Guangzhou, Xiamen, Zhengzhou
- Shandong Airlines – Beijing, Jinan
- Xiamen Airlines – Fuzhou, Beijing, Xiamen, Hong Kong, Shanghai Pudong, Xi'an